# Pahasapaite
La pahasapaite è un minerale.